# Soblinec
Soblinec is een plaats in de gemeente Zagreb in de Kroatische provincie Stad Zagreb. De plaats telt 1022 inwoners (2011).